# 河原田城
河原田城（かわはらだじょう）は、佐渡国雑太郡石田（現在の新潟県佐渡市石田）にあった日本の城。
現在は新潟県立佐渡高等学校が建っている。

## 概要
かつての佐渡国北方を支配した河原田本間氏の居城であった。周囲は石田川や水田に囲まれている。
主郭は現在の佐渡高校校舎、二の郭は現在の佐渡高校グラウンドになっていると推測される。

## 歴史
- 1589年7月24日 - 落城
- 1601年 - 地方代官所が置かれる
- 1618年 - 代官所廃止により破却

## 別名
- 獅子ヶ城（地元ではこの呼ばれ方をすることが多い）
- 東福寺城

## 復元建造物など
- 中原蓮池公園 - 登城口は城門を模した建物で、園内にある案内板パネルに、城の略図が設置。
- 獅子ヶ城会館
- 「獅子ヶ城跡」石碑 - 佐渡高校の構内にある。

## 支城
周辺には、五十里城、神田城、永野城、二宮城、矢馳城といった支城が築城されていた。

## 交通
- 小木港から車で20分